# 22 Tauri
22 Tauri är den ena komponenten i en dubbelstjärna i den öppna stjärnhopen Plejaderna (M45) och ligger i stjärnbilden  Oxen.
Dubbelstjärnan består av Flamsteed-objekten 21 Tauri och 22 Tauri. Stjärnorna har ett inbördes avstånd av 0,047° på stjärnhimlen och tillhör båda Plejaderna (M45). De befinner sig på ett avstånd från solen av ungefär 440 ljusår. 
Numera anger Internationella astronomiska unionen (IAU ) endast 21 Tauri som Asterope. 22 Tauri är av visuell magnitud +6,42 och därmed inte synlig för blotta ögat ens vid bra seeing. Det är dock vanligt att 21 Tauri och 22 Tauri för blotta ögat uppfattas som en stjärna, med den kombinerade magnituden 5,6.
22 Tauri anges ibland som Sterope II. och också fortfarande som Asterope II.